# グイード・オルン＝ダルトゥーロ

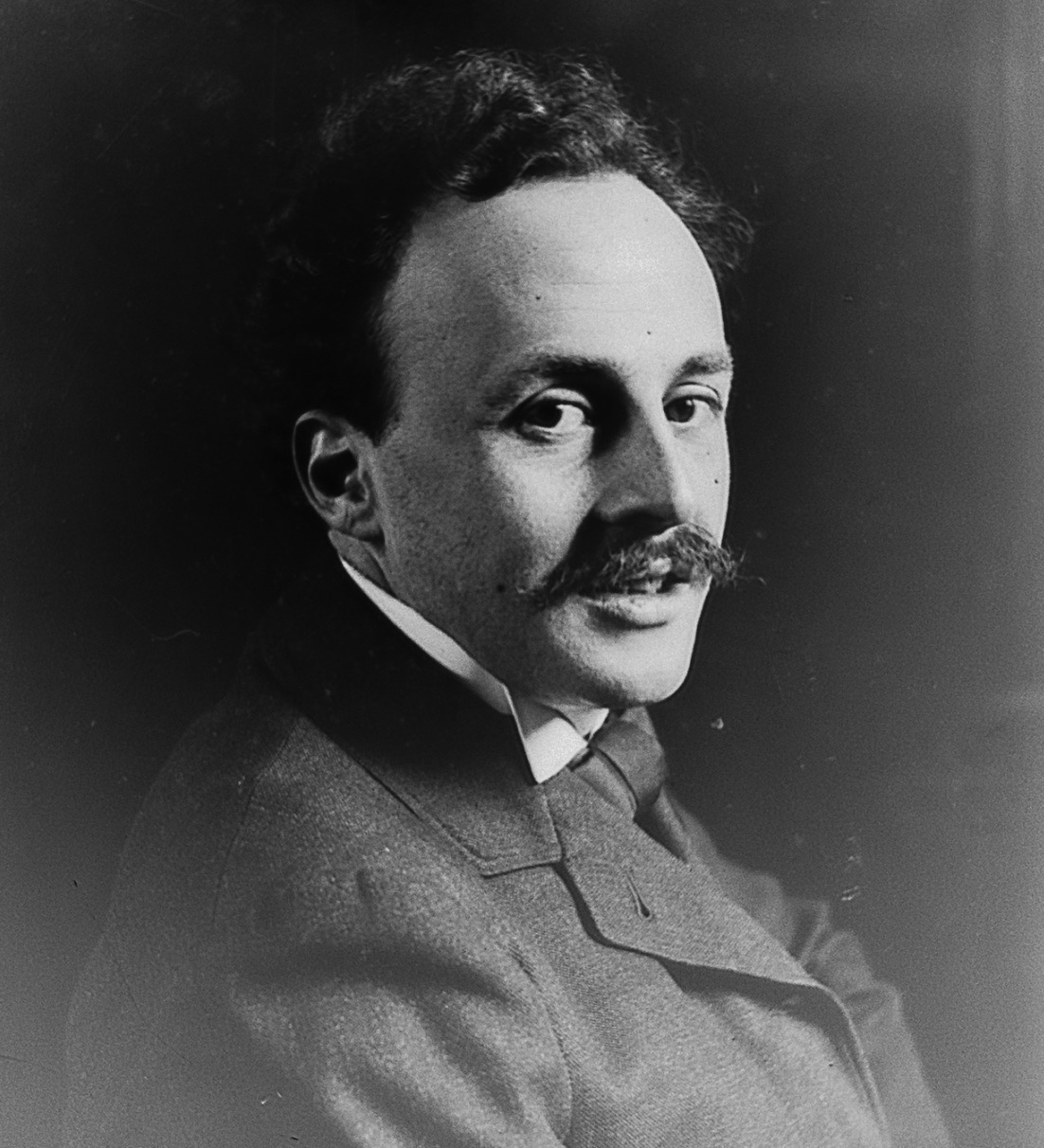
グイード・オルン＝ダルトゥーロ

グイード・オルン＝ダルトゥーロ（Guido Horn-d'Arturo, 1879年2月13日 - 1967年）は、イタリアの天文学者。金星や水星の太陽面通過の観測時に見られるブラック・ドロップ効果の研究などで知られる。
当時オーストリア＝ハンガリー帝国領であったトリエステで生まれ、ウィーン大学で天文学を学んだ。トリエステ（1904年 - 1907年）、カターニア（1907年 - 1910年）、トリノ、ローマ大学の各天文台で働いた後、第一次世界大戦ではイタリア軍に志願し、その時に自ら姓にイタリア風のダルトゥーロ（「アークトゥルスの」の意味もある）を加えた。1920年からボローニャ大学の天文学の教授となった。ユダヤ系であったので1938年の人種法により教授職を追われたが、1945年に復帰した。
ボローニャのサン・ヴィットーレ天文台で発見された小惑星 (3744) オルン・ダルトゥーロは、ダルトゥーロに因んで命名された。